# (500085) 2011 YK37
(500085) 2011 YK37 es un asteroide perteneciente al cinturón de asteroides, descubierto el 26 de diciembre de 2011 por el equipo del Spacewatch desde el Observatorio Nacional de Kitt Peak, Arizona, Estados Unidos.

## Designación y nombre
Designado provisionalmente como 2011 YK37.

## Características orbitales
2011 YK37 está situado a una distancia media del Sol de 2,220 ua, pudiendo alejarse hasta 2,700 ua y acercarse hasta 1,740 ua. Su excentricidad es 0,216 y la inclinación orbital 3,228 grados. Emplea 1208,71 días en completar una órbita alrededor del Sol.

## Características físicas
La magnitud absoluta de 2011 YK37 es 18,4.